# 過截角
過截角，顧名思義，就是指將一個多面體的頂點切到使該頂點的切面大於原本的多面體的面，是一個比截半切得還要深的截角，該動作會使得原多面體的邊完全消失，而使得原多面體的面縮小。

## 在三維多面體以及鑲嵌
對於多面體，過截角就是該多面體的對偶的截角。例如:過截角正方體等同於截角八面體

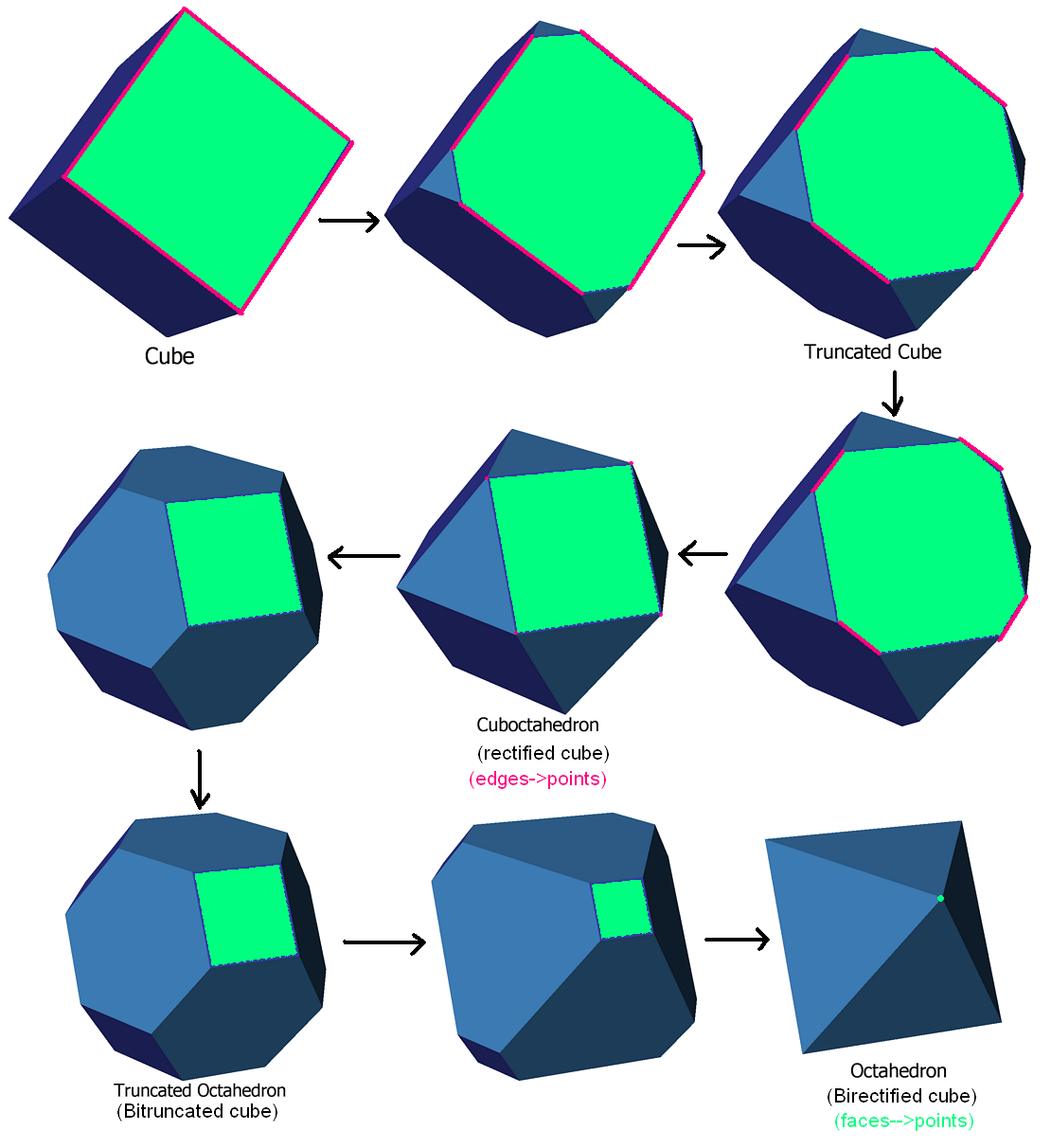
一個過截角的正方體就是一個截角八面體

## 在四維多胞體中
對於一個四維多胞體，該多胞體的過截角等同於該多胞體的對偶過截角。